# Mogens Clemmensen
Mogens Becker Clemmensen (født 18. juni 1885 i København, død 30. april 1943 på Frederiksberg) var en dansk arkitekt og arkæolog, far til Else Bille, Ebbe og Tove Clemmensen.
Hans forældre var arkitekt Andreas Clemmensen og Dagmar Sofie Becker og han var således bror til roeren Eigil Clemmensen. Han blev gift den 23. april 1913 i Athen med malerinden Augusta Thejll, datter af arkitekt Andreas Thejll. Ægteskabet blev opløst 1942. Han ligger begravet i urne på Assistens Kirkegård.

## Uddannelse
Han gennemgik Det tekniske Selskabs Skole og kom i lære hos billedhuggeren Anders Bundgaard. Clemmensen arbejdede derefter hos Martin Nyrop indtil 1905 og blev året før, i 1904, optaget på Kunstakademiets almindelige forberedelsesklasse og blev senere elev på malerskolen i 1904-05. Han bestemte sig derefter til at blive arkitekt og gik på arkitektskolen 1905-06.

## Embeder og hverv
Mogens Clemmensen var assistent ved Kunstakademiets Dekorationsskole 1914-19, medlem af Kunstakademiets Plenarforsamling 1914-19, af Akademiraadet 1920-22, af Danmarks Naturfredningsforenings tekniske udvalg 1925-35, lektor ved Kunstakademiet (i dansk arkitekturhistorie) 1929-38, arkitekt for Det Særlige Bygningssyn fra 1918, for Den Gamle By i Aarhus 1922-40, for Aarhus Domkirke, Sankt Bendts Kirke i Ringsted og Vor Frue Kirke i Kalundborg og blev kongelig bygningsinspektør 1938.

## Arkæologi og rejser
Mogens Clemmensen fik stor praktisk erfaring som arkæolog ved arbejder for Nationalmuseet og på rejser. Han foretog således studierejser til bl.a. Sydgrønland 1910 (opmåling af Nordboruiner), École française d'Athénes og deltog i franske udgravninger i Grækenland 1912-13 samt i de dansk-græske udgravninger i Kalydon 1926. Clemmensen havde som arkæolog væsentlig indflydelse på studiet af især den danske middelalders og den klassiske oldtids bygningskunst, idet han tilvejebragte flere undersøgelser og opmålinger samt virkede som forfatter til en lang række arkæologiske værker. Clemmensen var udgiver og redaktør af Ældre nordisk Arkitektur, i begyndelsen sammen med H.B. Storck.
Andre rejser bragte Clemmensen til Tyskland og Prag 1905, Italien 1906 og 1907, Norge 1908, Gotland 1909 og Italien og Spanien 1920.

## Restaureringsarkitekt
Som restaureringsarkitekt var Clemmensen af den gamle skole og lagde sig efter H.B. Storcks eksempel. Hans fremgangsmåde førte i flere tilfælde til kritik for hårdhændethed over for originalsubstansen i bygningerne.

## Gengivelser
Mogens Clemmensen er gengivet i et portrætmaleri af Herman Vedel (1911, Museum Sønderjylland, Tønder Museum) og i et maleri af Augusta Thejll Clemmensen fra 1927. Der findes også portrætfotografier.

## Udstillinger
- Charlottenborg Forårsudstilling 1909-10, 1914, 1917-18 og 1921
- Den baltiske Udstilling i Malmø 1914
- Brooklyn Museum 1927

## Værker
- Villaen Lundevangsvej 2/Gammel Vartov Vej 1, Hellerup (1917)
- Nationalmuseets nye bygning (1928-38)
- Regulering af pladsen omkring Sankt Mikkels Kirke i Slagelse, samt nybygning (1933)
- Hovedbygning på Oremandsgård for kammerherre Christoffer Friedenreich Hage (1933-34)
- Indgangsbygningen med kro ved Frilandsmuseet i Kongens Lyngby (1939)

### Restaureringer
- Prinsens Palæ (1929-38)
- Herregårdene Overgård, Juulskov, Borreby, Broholm, Serridslevgård, Spøttrup (1938-41)
- Aarhus Domkirke (nyt spir)
- Kirkerne i Vestervig, Kalundborg, Broager, Mariager
- Kapellet på Clausholm
- Holkegade 1, Faaborg
- Mads Lerches Gård i Nyborg
- Møntergården i Odense
- Nyborg Slot
- Fungerede som husarkitekt ved Den Gamle By i Aarhus og på Hjerl Hede, hvor han genopførte en del bygninger
- Kalundborg Kirke og Den gamle Latinskole (1916-20, sammen med Andreas Clemmensen)

### Arkæologi
- Foretog adskillige bygningsundersøgelser for Nationalmuseet og Undervisningsministeriet og deltoget i udgravningen af og rekonstruktionen af Athener Alea-Templet i Tegea

## Litterære arbejder
- Kirkeruiner fra Nordbotiden i Grønland (1911)
- Danske Teglstenskirker (1918)
- Venge Klosterkirke (1921)
- Kalundborg Kirke (1922) sammen med Vilhelm Lorenzen
- Spøttrup (1923)
- Lombardisk og dansk Teglstensarkitektur (1924)
- Le sanctuaire d'Alea Athena á Tegée (1924) sammen med Charles Dugas og J. Berchmans
- Le temple de Zeus á Nemee (1925) sammen med R. Vallois
- Ringsted Kirke (1927) sammen med Poul Nørlund
- Senromanske Træskærerarbejder (1927)
- Vestervig Klosterkirke (1928)
- Primitive Hustyper i Aitolien (1933)
- Bulhuse (1937)